# Bernhard von Wickede
Bernhard von Wickede (* 1705 auf dem Gut Tolkschuby im Herzogtum Schleswig; † 3. Dezember 1776 in Lübeck) war ein deutscher Bürgermeister der Hansestadt Lübeck.
Bernhard von Wickede wurde auf dem Landgut seines Vaters Konrad von Wickede in Angeln geboren und war ein Vetter des Lübecker Ratsherrn Gotthard Gottschalk von Wickede (1684–1737). Bernhard wurde in Lübeck im Hause des verwandten Domdekans Johann von Wickede erzogen und bezog anschließend zum Studium der Rechtswissenschaften die Universitäten Rostock und Jena. Danach suchte er in Wetzlar beim Reichskammergericht den ersten Bezug zur Praxis und bereiste auch die Niederlande. 1737 wurde er Bürger der Hansestadt Lübeck und 1738 Mitglied der bereits sehr klein gewordenen Zirkelgesellschaft, die zu dieser Zeit eigentlich nur noch aus Angehörigen der Familienverbände von Wickede und von Brömbsen bestand. 1757 wurde Bernhard von Wickede in den Rat der Stadt gewählt, wo er bei der Wette und im Finanzbereich tätig war. 1773 wurde er im Rat zum Bürgermeister und Kämmereiherrn bestimmt.
Der Pädagoge Friedrich Bernhard von Wickede war sein Sohn.